# 歩兵第70連隊
歩兵第70連隊（ほへいだい70れんたい、歩兵第七十聯隊）は、大日本帝国陸軍の連隊のひとつ（國四九〇五、中部第六十八部隊、満洲第六三四部隊）。
盃ヶ岳、多紀連山など裏山を演習場代わりにした苛烈な訓練で、「丹波の鬼」と称された。

## 沿革
- 1907年（明治40年）
  - 9月19日：『陸軍平時編成』･『常備團體表』を改正し、歩兵第70連隊を兵庫県多紀郡篠山町への新設を決定[注釈 1]。
  - 10月1日：誓願寺に臨時陸軍建築部大阪支部篠山出張所（横田大八 工大尉）、陸軍御用土地献納事務所（森本荘三郎委員長）が開設。工事開始[注釈 2]。
  - 10月22日：連隊長・飯田左門大佐以下連隊の幹部が発令。
  - 11月4日： 大阪市東区法円坂町（現・中央区法円坂町）の歩兵第8連隊（大阪）および歩兵第37連隊（大阪）内で事務を開始[2]。
  - 11月5日：連隊本部、第1大隊（第4中隊欠）が歩兵第8連隊において、第2大隊（第8中隊欠）が歩兵第37連隊において編成。

- 1908年（明治41年）
  - 3月21日：歩兵第8連隊の仮兵営から、兵庫県多紀郡岡野村のほぼ完成した新築の篠山兵営に、地域住民数万の大歓迎の中、移駐[3]。
  - 5月8日： 軍旗拝受。
  - 11月10～13日：奈良地方で行われた特別大演習に第4師団とともに南軍（乃木希典大将）に属し参加。
  - 12月1日：第3大隊、第4･第8中隊が編成され連隊編成を完結。
- 1909年（明治42年）5月23日：第3中隊は歩兵第2連隊（永田克之大佐･水戸）指揮下となり韓国に派遣（明治43年4月29日帰還）。
- 1910年（明治43年）6月8日 ：第9中隊151名は清国駐屯軍（阿部貞次郎大佐）指揮下となり天津に駐箚（明治44年7月6日帰還）。
- 1912年（明治45年）3月21日：第7中隊155名は歩兵第1連隊（朝久野勘十郎大佐･東京）指揮下となり朝鮮龍山に駐箚（大正3年4月28日帰還）。
- 1913年（大正元年）9月13日：明治天皇大喪の礼に軍旗を捧持し代表者が参列。
- 1915年（大正3年）11月15～18日：大阪地方で行われた特別大演習にに参加。
- 1916年（大正4年）
  - 9月10日：第10中隊155名は支那駐屯軍（斎藤季治郎 少将）指揮下となり北京に駐箚（大正5年10月2日帰還）。
  - 12月2日、大正天皇の御大礼観兵式に軍旗を捧持し代表隊が参列。
- 1917年（大正5年）4月12日：歩兵第78連隊（龍山）[注釈 3]編成のため第1中隊を抽出（大正6年4月1日、補欠編成）。
- 1918年（大正6年）11月14～17日：滋賀･岐阜県下で行われた大演習に参加。
- 1919年（大正7年）9月5日：第6中隊156名が青島に駐箚（大正8年7月帰還）。
- 1920年（大正8年）
  - 9月：第1中隊151名が青島に駐箚（大正9年10月5日帰還）。
  - 11月1～14日：大阪府･兵庫県下で行われた大演習参加。
- 1922年（大正10年）9月3日：第8中隊156名が青島に駐箚（大正11年4月帰還）。
- 1924年（大正12年）9月6日：関東大震災に救護班を編成し派遣。
- 1925年（大正14年）5月5日：第三次軍備整理（宇垣軍縮）から歩兵第70連隊が除外された事で篠山町民により聯隊在置祝賀会が挙行される。

- 1927年（昭和2年）
  - 2月7日：大正天皇大喪の礼に軍旗を捧持し代表者が参列。
  - 11月15～18日：大阪府･奈良県下で行われた大演習に参加。
- 1928年（昭和3年）12月2日：昭和天皇の御大礼観兵式に軍旗を捧持し代表隊が参列。
- 1929年（昭和4年）6月5日：第4師団の御親閲分列式に参列。
- 1933年（昭和8年）9月：第9中隊156名が天津に駐箚（昭和9年9月帰還）。
- 1934年（昭和9年）9月：第1中隊152名が天津に駐箚（昭和11年9月帰還）。
- 1935年（昭和10年）9月：第7中隊152名が天津に駐箚（昭和11年9月帰還）。
- 1937年（昭和12年）
  - 2月　　：第4師団は第9師団（蓮沼蕃中将・金沢）に変わり滿洲駐箚が決定。
  - 4月20日：『軍令陸甲第一號』により関東軍（植田謙吉大将）戦闘序列編入と滿洲駐箚が下令。
  - 4月28日：第一次部隊は篠山口から列車で大阪駅に移動。
  - 4月29日：大阪港から出航。第二次部隊は列車で神戸市内に移動後、神戸港から出航。
  - 5月2日 ：釜山港に上陸。
  - 5月7日 ：濱江省梨樹鎮に集結。連隊は第12師団（山田乙三中将・久留米）の指揮下に入り、周辺匪賊の春期討伐に参加。
  - 6月23日：第4師団隷下に復帰。
  - 6月28日：依蘭県に移駐し警備にあたる。
  - 7月7日 ：支那事變が勃発。
  - 9月22日：秋期討伐に参加し三道通方面の戦闘にて匪賊多数を討伐。
  - 11月　：大項山･三道通･四道河子地区を警備。
- 1939年（昭和14年）
  - 　　　　：刀翎･土城子･永発屯を警備。
  - 7月28日：佳木斯市樺川県追分に移駐。
  - 8月23日：ノモンハン事件の増援として応急派兵の下命。
  - 9月4日 ：ハンダカヤにてソ連軍と対峙、陣地構築を行う。
  - 9月13日：停戦協定成立。
  - 10月5日：長発屯に帰還。
- 1940年（昭和15年）
  - 6月26日：中支那派遣のため第4師団に臨時動員下令。第11軍（園部和一郎中将）戦闘序列に編入。
  - 7月　 　：中支湖北省安陸に移駐し、同地の警備･治安維持。
  - 11月25日：第11軍の漢水作戦に参加。蒋介石軍を撃破。
  - 7月10日：『軍備改編要領　其二』が発令、第4師団は3単位編成に改編。
  - 8月1日 ：歩兵第70連隊は第4師団から新設の第25師団（桑原四郎中将・滿洲国東寧）に隷属転移、佳木斯市に集結。[注釈 4]
  - 9月　　：錦州に移駐。
  - 11月末 ：林口に移駐。
- 1941年（昭和16年）
  - 7月16日：特臨編第三號（第百二次動員）により第25師団に臨時動員下令（関東軍特種演習第二次動員）。
  - 7月28日：動員着手。企図を秘匿しつつ逐次応急派兵の態勢に移行するとともに、国境付近の要所確保の準備を開始。
  - 7月30～8月8日：編成完結。
  - 8月9日：対ソ連開戦は中止。『帝國陸軍作戰要綱』に基づき情勢の推移を見つつ、引き続き国境防衛の強化･訓練。
- 1943年（昭和18年）12月：「ウ號演習」[注釈 5]を実施。
- 1945年（昭和20年）
  - 1月中旬 ：新兵備計画。
  - 1月20日：決號作戰（本土決戦）に向け『帝國陸海軍作戰計畫大綱』が策定。
  - 1月22日：第16方面軍（横山勇中将・福岡）が編成[4]。
  - 1月28日：第一次兵備が下令[5]され第25師団は第57師団（上村幹男中将）とともに九州への転用が決定。
  - 3月15日：師団は第16方面軍戦闘序列に編入[6]。
  - 3月26日：連隊は東安省密山県を出発。
  - 4月4日 ：釜山に集結。
  - 4月5日 ：釜山港を出発。
  - 4月6日 ：博多に上陸。列車にて宮崎県西諸県郡野尻村に到着。連隊本部を大塚原の野尻青年学校に設置。
  - 4月上旬：師団は機動打撃師団に位置付けられ、司令部を小林村（現･小林市）北方の山中に開設。
  - 4月17日：団体長会議において内地決戦における任務を指令。敵上陸部隊破砕すべく地形偵察･陣地築城･物資保管隧道設定･挺身攻撃（挺身斬込隊）･肉迫攻撃（特別攻撃隊）訓練にあたる。
  - 5月　　：鹿児島県出水に移駐。
  - 6月　　：再び野尻村に帰還し敵上陸に備えるなか、
  - 8月15日：『大東亞戰爭終結ノ詔書』を拝。
  - 8月16日：停戦[注釈 6]。
  - 8月29日：大塚原において第25師団・加藤怜三中将臨席のもと、軍旗奉焼式が挙行[注釈 7]。
  - 8月19日：復員式を挙行。米軍に軍需品を引渡し、復員完結。
  - 8月22日：師団は復員業務を開始。
  - 10月13日：復員完結。

## 連隊満州移駐後の篠山兵営
- 1940年（昭和15年）10月：歩兵第70連隊補充隊は歩兵第168連隊に改編。[注釈 8]
- 1944年（昭和19年）
  - 1月6日：歩兵第168連隊は朝鮮に移駐[注釈 9]。
  - 2月5日：航空通信の教育部隊である第31航空通信連隊が三重県斎宮村から移駐。
- 1945年（昭和20年）
  - 8月16日：停戦。
  - 8月28日：『戰争終結ニ伴フ國有財産處理ニ關スル件』の閣議決定（大正11年1月28日、勅令第十五號『國有財産法施行令』）により兵営は内務省を通じ大蔵省に移管、大阪財務局の管理下に置かれる。
  - 9月　 ：米軍進駐を開始し兵営は接収されるが、軍需品の処理が終了するとともに大蔵省に返還（接収時期は不明）。

## 跡地
- 1946年（昭和21年）年
  - 3月：兵営跡地の西側半分に多紀実業学校が移転、兵庫県篠山農学校（現・篠山産業高校）と改称。
  - 4月：東側半分に兵庫県立医科大学予科が設置。
- 1948年（昭和23年）3月：兵庫県立医科大学予科は神戸移転。
- 1949年（昭和24年）4月：同 跡地に兵庫県立農科大学が設立。
- 1969年（昭和44年）3月：同大は神戸大学に併合され廃止。
- 1970年（昭和45年）：跡地に篠山鋳鉄（昭和47年、三井ミーハナイトメタル篠山製造部）が設立。
- 2006年（平成18年）1月23日：兵営南東側に篠山警察署が移転。

## 歴代連隊長

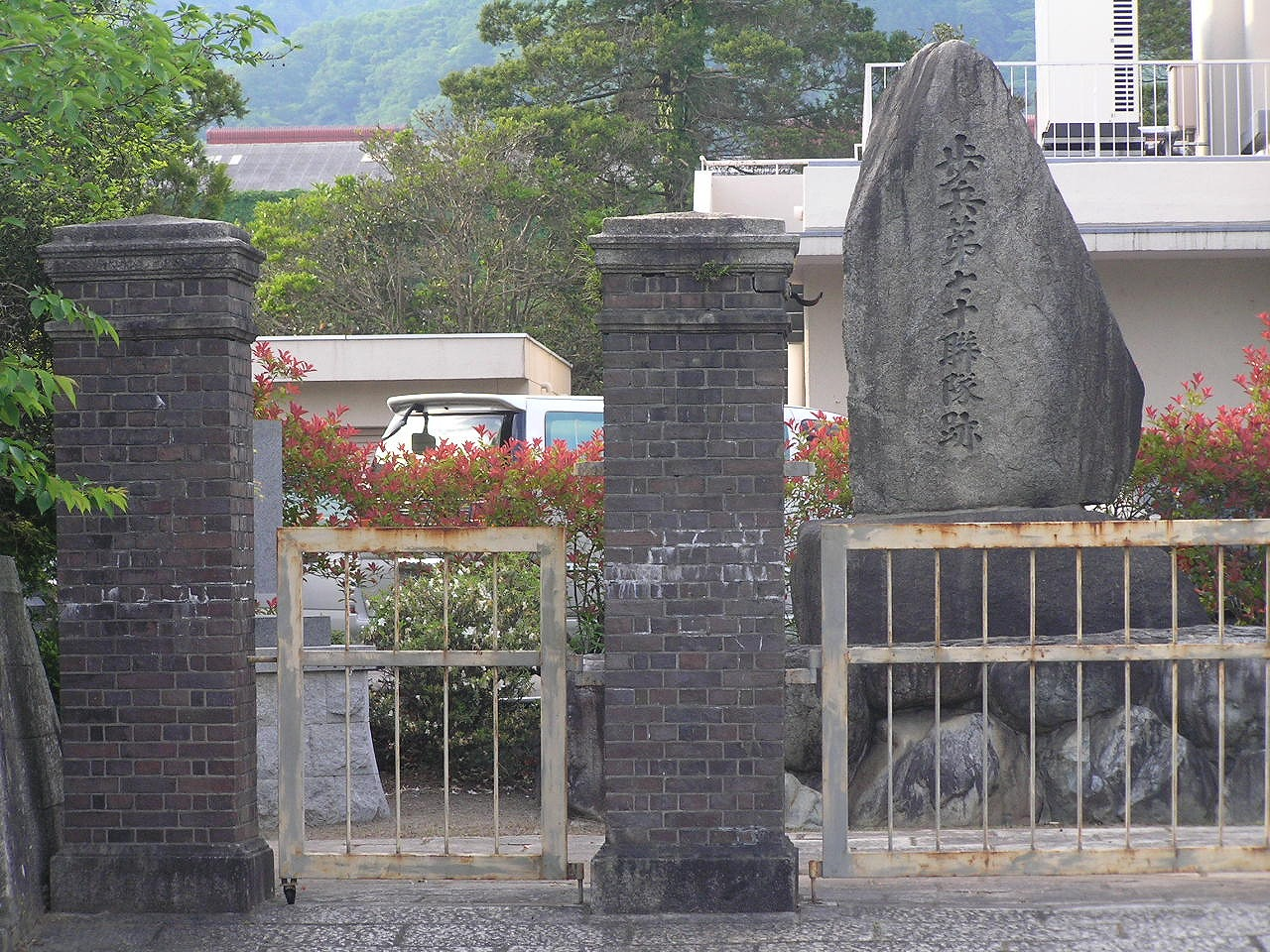
歩兵第七十聨隊跡

| 代 | 氏名       | 在任期間               | 備考 |
| -- | ---------- | ---------------------- | ---- |
| 1  | 飯田左門   | 1907.10.22 - 1910.5.14 |      |
| 2  | 板橋次郎   | 1910.5.14 - 1914.8.10  |      |
| 3  | 細野辰雄   | 1914.8.10 - 1917.8.6   |      |
| 4  | 元田亨吉   | 1917.8.6 -             |      |
| 5  | 石関春     | 1921.4.1 - 1923.8.6    |      |
| 6  | 中谷勘作   | 1923.8.6 -             |      |
| 7  | 加藤惣次郎 | 1926.3.2 -             |      |
| 8  | 藤野嘉市   | 1928.8.10 -            |      |
| 9  | 土屋喜之助 | 1930.8.1 -             |      |
| 10 | 上森猛省   | 1932.8.8 -             |      |
| 11 | 中川広     | 1934.8.1 -             |      |
| 12 | 越生虎之助 | 1936.8.1 -             |      |
| 13 | 石川浩三郎 | 1937.12.8 -            |      |
| 14 | 岩部重雄   | 1939.3.9 -             |      |
| 15 | 川島正     | 1942.2.9 -             |      |
| 末 | 石川粂吉   | 1944.8.25 -            |      |